# ماكس أدلر (ممثل)
نص غليظ
ماكس أدلر (بالإنجليزية: Max Adler)‏ هو ممثل أمريكي، ولد في 17 يناير 1986 بكوينز في الولايات المتحدة.

## النشأة
وُلِد أدلر لعائلة يهودية في كوينز بنيويورك، وهو الابن الأكبر لليزا (ني كوبرين) ودوغ أدلر. بعد عام من ولادة أدلر، انتقلت عائلته إلى فاونتين هيلز بولاية أريزونا، ثم إلى سكوتسديل بولاية أريزونا. التحق أدلر بمدرسة هورايزون الثانوية، حيث كان عضوًا في جوقة العرض على مستوى الولاية.. بعد التخرج، انتقل إلى لوس أنجلوس لمتابعة مهنة التمثيل. لدى أدلر أخ أصغر منه اسمه جيك، ولد في عام 1992.

## أعمال

### أفلام
- (2016) سولي[11]

## الحياة الشخصية
في عام 2012، ارتبط أدلر بصديقته القديمة جينيفر برونشتاين؛ حيث تقدم لخطبتها أثناء زيارتهما لروما. تزوجا في 19 ديسمبر 2015. وفي 27 مارس 2020، رحب الزوجان بطفلهما الأول ديلان ريمنجتون.

### مسلسلات
- شبح هامس
- غلي

## وصلات خارجية
- ماكس أدلر على موقع IMDb (الإنجليزية)
- ماكس أدلر على موقع روتن توميتوز (الإنجليزية)
- ماكس أدلر على موقع قاعدة بيانات الأفلام العربية
- ماكس أدلر على موقع ألو سيني (الفرنسية)
- ماكس أدلر على موقع تيرنر كلاسيك موفيز (الإنجليزية)
- ماكس أدلر على موقع أول موفي (الإنجليزية)
- ماكس أدلر على موقع إن إن دي بي (الإنجليزية)
- ماكس أدلر على موقع قاعدة بيانات الفيلم (الإنجليزية)
- ماكس أدلر على موقع ليتربوكسد (الإنجليزية)
- ماكس أدلر على موقع كينوبويسك (الروسية)